# МАЗ-504
МАЗ-504 — радянський сідловий тягач, що випускався на Мінському автомобільному заводі. З 1965 по 1970 роки випускався базовий сідловий тягач МАЗ-504. З 1970 по 1977 роки базовий сідловий тягач МАЗ-504А.
Автомобілі комплектувались дизельними двигунами ЯМЗ-236 V6 об'ємом 11,15 л потужністю 180 к.с. і 5-ст. механічною коробкою передач.
Розроблявся на базі бортового автомобіля МАЗ-500.

## Модифікації
- МАЗ-504Б - сідловий тягач з гідроприводом для напівпричепа-самоскида (1965-1970), базовий сідельний тягач МАЗ-504.
- МАЗ-504В - сідловий тягач з більш потужним двигуном (ЯМЗ-238), призначений для роботи на міжнародних вантажоперевезеннях (1970-1982, можливо випускався до 1990 року), базовий сідловий тягач МАЗ-504А. З 1977 року отримав зовнішні відмінності сімейства МАЗ-5334/35 індекс моделі при цьому не змінився.
- МАЗ-504Г - сідловий тягач з гідроприводом для напівпричепа-самоскида (1970-1977), базовий сідельний тягач МАЗ-504а.
- МАЗ-508В - повнопривідний сідловий тягач.
- МАЗ-515 - сідловий тягач з колісною формулою 6х4. Серійно не випускався.
- МАЗ-520 - сідловий тягач з колісною формулою 6х2. Серійно не випускався.